# Ueda Ryujiro
Ryujiro Ueda (植田 龍仁朗 Ueda Ryujiro, sinh ngày 29 tháng 1 năm 1988 ở Kadoma, Osaka) là một cầu thủ bóng đá người Nhật Bản thi đấu cho Roasso Kumamoto ở J2 League.

## Sự nghiệp
Ngày 30 tháng 10 năm 2011, anh ghi bàn thắng duy nhất cho đội bóng trước Yokohama FC bằng đầu từ phần sân của mình. Khoảng cách 58,6 mét từng được cho là kỉ lục thế giới, nhưng kết quả đo lường sau đó cho thấy rằng, bóng được đánh đầu từ khoảng cách 57,8 mét. Điều đó có nghĩa rằng Jone Samuelsen vẫn giữ kỉ lục với khoảng cách 58,13 mét.

## Thống kê sự nghiệp câu lạc bộ
Cập nhật đến ngày 23 tháng 2 năm 2017.
| Thành tích câu lạc bộ | Thành tích câu lạc bộ | Thành tích câu lạc bộ | Giải vô địch | Giải vô địch | Cúp                   | Cúp                   | Cúp Liên đoàn | Cúp Liên đoàn | Tổng cộng | Tổng cộng |
| Mùa giải              | Câu lạc bộ            | Giải vô địch          | Số trận      | Bàn thắng    | Số trận               | Bàn thắng             | Số trận       | Bàn thắng     | Số trận   | Bàn thắng |
| Nhật Bản              | Nhật Bản              | Nhật Bản              | Giải vô địch | Giải vô địch | Cúp Hoàng đế Nhật Bản | Cúp Hoàng đế Nhật Bản | J. League Cup | J. League Cup | Tổng cộng | Tổng cộng |
| --------------------- | --------------------- | --------------------- | ------------ | ------------ | --------------------- | --------------------- | ------------- | ------------- | --------- | --------- |
| 2006                  | Gamba Osaka           | J1 League             | 0            | 0            | 0                     | 0                     | 0             | 0             | 0         | 0         |
| 2007                  | Gamba Osaka           | J1 League             | 0            | 0            | 0                     | 0                     | 0             | 0             | 0         | 0         |
| 2008                  | Gamba Osaka           | J1 League             | 0            | 0            | 0                     | 0                     | 0             | 0             | 0         | 0         |
| 2009                  | Fagiano Okayama       | J2 League             | 31           | 0            | 0                     | 0                     | -             | -             | 31        | 0         |
| 2010                  | Fagiano Okayama       | J2 League             | 7            | 0            | 0                     | 0                     | -             | -             | 7         | 0         |
| 2011                  | Fagiano Okayama       | J2 League             | 30           | 3            | 2                     | 0                     | -             | -             | 32        | 3         |
| 2012                  | Fagiano Okayama       | J2 League             | 34           | 1            | 2                     | 0                     | -             | -             | 36        | 1         |
| 2013                  | Fagiano Okayama       | J2 League             | 33           | 3            | 0                     | 0                     | -             | -             | 33        | 3         |
| 2014                  | Fagiano Okayama       | J2 League             | 5            | 0            | 1                     | 0                     | -             | -             | 6         | 0         |
| 2015                  | Fagiano Okayama       | J2 League             | 10           | 0            | 0                     | 0                     | -             | -             | 10        | 0         |
| 2016                  | Roasso Kumamoto       | J2 League             | 36           | 2            | 0                     | 0                     | -             | -             | 36        | 2         |
| Tổng                  | Tổng                  | Tổng                  | 186          | 9            | 5                     | 0                     | 0             | 0             | 191       | 9         |